# Јерменска књижевност
Јерменска књижевност (јерм. Հայ գրականություն) развијала се паралелно с поезијом те земље. У историји Јерменије, постоји неколико златних доба и неколико књижевних покрета: историографска књижевност 5. века, поезија од 10. до 15. века и јерменска књижевна револуција у 19. веку.
Јерменска књижевност је почела да се развија након прихватања хришћанства и појаве јерменског писма 406. године. Месроп Маштоц био је јерменски лингвиста и црквени вођа, који је приликом превођења хришћанских текстова на матерњи језик закључио како се за поједине речи не могу употребити писма суседних народа, јер им недостају гласови карактеристични за јерменски. Зато је измислио абецеду под утицајем грчког писма. У 5. веку, јерменска књижевност има облик историографије. Мојсије Хоренски, о чијем се животу не зна много, пише "Историја Јерменије", као мешавину историје и легенде попут оне о Хаику, легендарном патријарху и оснивачу јерменске нације. Мојсијево дело битно је, због очувања старе јерменске приповедачке баштине. Касније се цитирало много пута, а Мојсије Хоренски, сматра се оцем јерменске историографије који се понекад назива и јерменским "Херодотом". И пре њега, било је писаца, који су писали о историји Јерменије попут Агатангелоса.
Током средњег века, мало се зна о јерменској књижевности и није позната готово ниједна књига из тога доба. Но, од краја 10. века, јављају се романи, а посебно књиге поезије. Неки песници имају велики углед, попут: Гргура Нарекација и Нахапета Коучака.
Током ренесансе, 17. и 18. века, књижевност је оскудна. Само се јавља Сајат Нова као трубадур целог Кавказа и као мост међу културама.
Кроз 19. век, догодила се јерменска књижевна револуција, чији је главни представник Рафи (правим именом Хакоб Мелик Хакобијан). Романи су углавном апологетски, писци пишу савременим јерменским језиком, а њихове приче су "слободне" (аутори су углавном интелектуалци, слободоумни). Појављује се велик број модерних романа.
Многобројна је јерменска дијаспора, међу којом се истицао књижевник Вилијам Саројан.